# Dunyi
Dunyi (kinesiska: 墩义乡, 墩义) är en socken i Kina. Den ligger i provinsen Sichuan, i den sydvästra delen av landet, omkring 59 kilometer väster om provinshuvudstaden Chengdu.
Genomsnittlig årsnederbörd är 1 318 millimeter. Den regnigaste månaden är juli, med i genomsnitt 377 mm nederbörd, och den torraste är december, med 11 mm nederbörd.